# Conival
Conival är ett berg i Storbritannien.   Det ligger i kommunen Highland och riksdelen Skottland, i den norra delen av landet, 800 km norr om huvudstaden London. Toppen på Conival är 987 meter över havet.
Terrängen runt Conival är huvudsakligen kuperad. Trakten runt Conival är nära nog obefolkad, med mindre än två invånare per kvadratkilometer. Trakten runt Conival består i huvudsak av gräsmarker.